# Cameo Kirby (film fra 1923)
Cameo Kirby er en amerikansk stumfilm fra 1923 af John Ford.

## Medvirkende
- John Gilbert som Cameo Kirby
- Gertrude Olmstead som Adele Randall
- Alan Hale som Moreau
- Eric Mayne som Randall
- W. E. Lawrence som Tom Randall
- Richard Tucker som Aaron Randall
- Phillips Smalley som Playdell